# L'Insurgé (roman)
Pour les articles homonymes, voir L'Insurgé.
L’Insurgé est un roman de Jules Vallès, publié à Paris chez Charpentier en 1886.  Le titre complet de l'œuvre est L'Insurgé - 1871.
Le projet du livre semble exister dès 1879 et s’inscrit logiquement dans la courbe de la trilogie de Jacques Vingtras, ouverte avec L'Enfant et poursuivie avec Le Bachelier. C’est Juliette Adam qui invite Vallès à publier son texte dans la Nouvelle Revue (août et septembre 1882), ordinairement plus sage, mais peut-être guidée ici par le dépit de sa directrice contre Gambetta et sa république modérée. L’année suivante, le texte de ce Jacques Vingtras III est un peu modifié pour le journal Le Cri du peuple que Vallès fait reparaître.
Le roman paraîtra dans son intégralité après la mort de Vallès, grâce à l’intervention de Séverine, amie de l'écrivain, qui rassembla la fin du roman. Contrairement à une certaine légende, elle n'a pas modifié le texte de Vallès mais s'est contentée d'une tâche d'ordonnatrice du manuscrit et de copie du texte, en suivant scrupuleusement les indications de l'auteur, comme le prouve la lecture même du manuscrit.

## Résumé
Le roman raconte la participation de Jacques Vingtras à la Commune de Paris de 1871 : l'armée des Versaillais, corps armé organisé par Adolphe Thiers, qui pénètre dans Paris ; la guerre des barricades ; la mise en place d'un gouvernement populaire où Vingtras devient l'un des membres influents ; la Semaine sanglante, les incendies et les massacres d'otages.  Alors qu'il se croit perdu, Vingtras parvient à échapper à la mort et à prendre le large. Dans sa fuite, se retournant pour regarder le ciel du côté de la capitale, il observe : « On dirait une grande blouse inondée de sang. »

## Opinions politiques
Vallès montre certaines de ses opinions. On le voit assez admiratif de Blanqui, on le devine assez proche des idées de Proudhon ou de Bakounine. On le voit hostile à la République de Thiers ou à l'Empire, partisan d'une révolution, d'un soulèvement populaire et de l'avènement d'une démocratie sociale. On le voit contrairement à beaucoup de ses camarades être totalement opposé au bonapartisme, pas seulement à Napoléon III, mais aussi à Napoléon Ier ; il est de même opposé au jacobinisme ce qui engendre des discussions mouvementées avec beaucoup de ses camarades. Il dit dans L'Insurgé : « Je hais Robespierre le déiste, et trouve qu'il ne faut pas singer Marat, le galérien du soupçon, l'hystérique de la Terreur, le névrosé d'une époque sanguine ! » Face à ses camarades, il ose dire dans Le Bachelier de Rousseau que c'est un « pisse-froid », s'attirant alors le désaccord de ses amis.

## Dédicace
« Aux morts de 1871

À TOUS CEUX

qui, victimes de l’injustice sociale,

prirent les armes contre un monde mal fait

et formèrent,

sous le drapeau de la Commune,

la grande fédération des douleurs,

Je dédie ce livre. »